# Kiss Me Babe, It's Christmas Time
Kiss Me Babe, It's Christmas Time je vánočně zaměřený singl od americké synthpopové skupiny Owl City. Píseň byla napsaná skladatelem, producentem a zpěvákem Adamem Youngem. Na iTunes vyšla 15. prosince 2014.

## Okolnosti vzniku
3. prosince 2014 odběratelé Owl City mailing listů dostali od Adama e-mail: "Ahoj všichni, je to už dlouho a spousta práce byla udělána, ale s radostí vám můžu říct, že jsem super blízko k dokončení nového alba. Teď už jen zbývá několik finálních úprav a brzy vám prozradím oficiální datum vydání! Mezitím, pro fanoušky vánoční hudby: jsem nadšený, že vám smím oznámit, že vydávám novou vánoční píseň nazvanou 'Kiss Me Babe, It's Christmas Time'. V minulosti jsem napsal pár vánočních skladeb, některé šly více do hloubky, do srdce a do duše, než jiné, a tato je patří k těm posledně zmíněným. Je to jen zábavná, drzá vánoční písnička ve stylu těch starých tónů Mariah Carey, které všichni dobře známe a milujeme. Jako dárek pro odběratele mailing listu za to, že vydrželi mé měsíční chvástání a fantazírování, vám pošlu skladbu ke stáhnutí přímo před Vánoci, tak zůstaňte naladěni a díky za vaši stálou lásku a věrnost!"
Poté několikrát na svých účtech na sociálních sítích ještě upozorňuje, ať ten, kdo neodbírá newslettery, tak ať neváhá a přihlásí se. Na Facebooku 5. prosince píše: "Chci vám všem poslat svou novou vánoční skladbu. Je to jediná příležitost, kdy můžu být takovým Santou. Jako e-mailová verze, bez sobů. Zřejmě bych měl létající zahradní lehátko... Jen se přihlaste k mému mailing listu a pošlu vám ji!" Tento nápad pak dále Adam rozvíjí: "Ve svém posledním příspěvku se spoustě z vás líbila představa mě jako Santy létajícího vzduchem na zahradním lehátku taženém sovami. Taaakže, dokážete to nakreslit???" A poté, co slíbil, že bude sdílet jeho oblíbené, zveřejňuje jednu kresbu s komentářem: "Díky Elisabeth Bridges za nakreslení tohoto úžasného vánočního Owl City obrázku. Je vás tolik, co posíláte úchvatné věci. Později zveřejním další. MÁM TY NEJLEPŠÍ NEJTALENTOVANĚJŠÍ FANOUŠKY!"
Na Instagramu píše: "Nová vánoční píseň je už za rohem. Je to takové laciné a úžasné, ani tomu nemůžu uvěřit. V podstatě jsem Mariah Carey. Je to taková ta přitroublá píseň, při které tančíte po domě a zdobíte stromeček."
15. prosince pak Adam rozeslal prostřednictvím Mailing Listu všem svým fanouškům "Kiss Me Babe, It's Christmas Time". Napsal: "Ahoj všichni, jenom bych vám chtěl popřát ty nejšťastnější Vánoce, jaké si umíte představit, a posílám vám tajný Santa dárek. Je to taková drzá vánoční písnička, která má sklouznout tak hladce, jako sklenice vaječného koňaku. Její význam není změnit svět, je to jen zábavný kousek vánoční pohody. Takže na sebe hoďte ten nejošklivější vánoční svetr a užijte si to!"

## Videoklip
V den vydání skladby, tedy 15.12.2014, bylo na YouTube zveřejněno i jednoduché audio video k této písni. Uprostřed je oficiální obrázek singlu a po bocích v černém pozadí hustě padají sněhové vločky.